# Фабричный остров
Фабричный остров (ранее — остров Святой Екатерины) — остров на реке Нева на территории Шлиссельбурга Ленинградской области России. Один из трёх невских островов не в её дельте. На Фабричном расположен Невский судостроительно-судоремонтный завод. Между устьем Малоневского канала и верхним концом Фабричного находится каменная дамба, ограждающая малую гавань.
Остров Фабричный своей юго-восточной частью выходит на Лиманский канал, а северо-западная часть острова выходит на основное русло Невы, корпуса ситценабивной мануфактуры на острове видны как с современной Краснофлотской улицы, так и с кораблей, проходящих по Неве.

## История
В 1763 году на специально выделенном под эти цели острове основана ситценабивная фабрика. Первоначальное расположение корпусов фабрики на земельном участке точно неизвестно, хотя было удачным и выглядело примечательно. С восточной стороны береговая линия острова выходит на линию невской протоки, юго-восточной частью — на Лиманский канал, а северо-западная часть острова — на саму реку Нева.
Если западная сторона острова на момент образования мануфактуры представляла собой лишь достаточно просторные виды со стороны Невы, то восточная сторона была очень удобна для подъездов. Восточный абрис острова градостроительно достаточно жёстко был связан с городом. Здесь проходил транзит к центру поселения. Кроме того, наличие канала в этом месте давало технологическую возможность обеспечения производства большим количеством воды, что было крайне необходимо для него. С помощью плотины и двух водяных колес вода из протоки подавалась в белильный и другие цеха, а так же для водяного привода машин.
Шлиссельбургская мануфактура того времени походила больше на место каторжного труда. Достаточно автономное расположение мануфактуры на острове, тяжёлый и очень вредный труд на ней были основополагающими факторами, тормозящими развитие планировочной структуры вокруг производства. Желающих трудится добровольно на мануфактуре почти не было. По этой причине, Христиан Лиман обращается к Мануфактур-коллегии с просьбой присылать ему из полиции оставшихся в столице без средств к существованию «жёнок и девок на работу». В Петербурге в основном они занимались либо попрошайничеством, либо проституцией. Женщины, находясь на острове, были изолированы от города и находились под охраной Шлиссельбургского гарнизона. При такой ситуации не было необходимости обеспечивать их жильем, так как они не имели семей и не выходили за пределы мануфактуры.

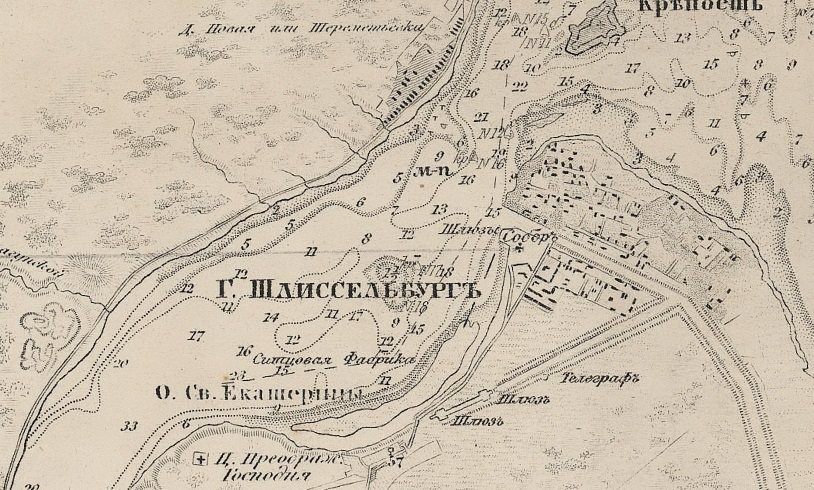
Остров Фабричный (Святой Екатерины) на карте 1844 года.

В 1830 году руководство фабрики берет на себя выходец из Франции Федор (Фридрих) Битепаж. Он взял на себя обязательство привести мануфактуру в цветущее состояние. Были снесены ветхие строения и построены 8 каменных и несколько деревянных зданий. Кроме того, Битепаж построил несколько жилых домов для рабочих мануфактуры. С этого времени начал меняться облик прилегающей к острову территории. Битепаж попробовал коренным образом изменить подход к производству, но каторжный ручной труд и автономность расположения фабрики оставались теми факторами, которые диктовали условия, ведь можно было получать больше прибыли, не вкладываясь в улучшение условий труда.
В конце XIX века ситценабивная фабрика перестроена архитектором Ф. И. Габерцеттелем. В 1878 году на острове располагались 10 каменных производственных зданий различной площади. Постройки острова на то время имели значительный вес в градостроительном облике западной части Шлиссельбурга. Ситценабивная фабрика (впоследствии — Шлиссельбургская мануфактура) в годы советской власти стала называться фабрикой имени П. Алексеева, она проработала до лета 1941 года. В войну основные здания были разрушены. Фабрика прекратила свое существование. Кирпичный комплекс зданий из шести двух- и трёхэтажных производственных корпусов, водонапорной башни, пожарного депо, заводоуправления и проходной принадлежит музею истории города Шлиссельбурга.
В 1960-х — 1970-х годах построен комплекс Невского судостроительно-судоремонтного завода со стапельными площадками, эллингами, цехами и многоэтажным зданием заводоуправления.